# مرد خوش‌شانس
مرد خوش شانس نمایشی از نورا افرون است که اولین بار در سال ۲۰۱۳، یک سال پس از مرگ او به نمایش درآمد. این آخرین کار افرون بود و اولین بار تام هنکس را در برادوی به روی صحنه آورد، که در آن او جایزه جهانی تئاتر را دریافت کرد. این داستان روزنامه‌نگار مایک مک آلاری را نشان می‌دهد که از سال ۱۹۸۵ شروع می‌شود و با مرگ وی در ۴۱ سالگی در سال ۱۹۹۸ پایان می‌یابد. این داستان نکات مهم و دردسرهای زندگی حرفه‌ای مک آیلاری را در هنگام عبور از فضای باشگاه صنعت تابلوی تبلیغاتی شهر نیویورک آنچه که برخی اوج شکوفایی آن را در نظر می‌گیرند. این نمایش شامل تصادف رانندگی نزدیک به مرگ وی است و بخش بزرگی را به بهبودی او اختصاص می‌دهد.

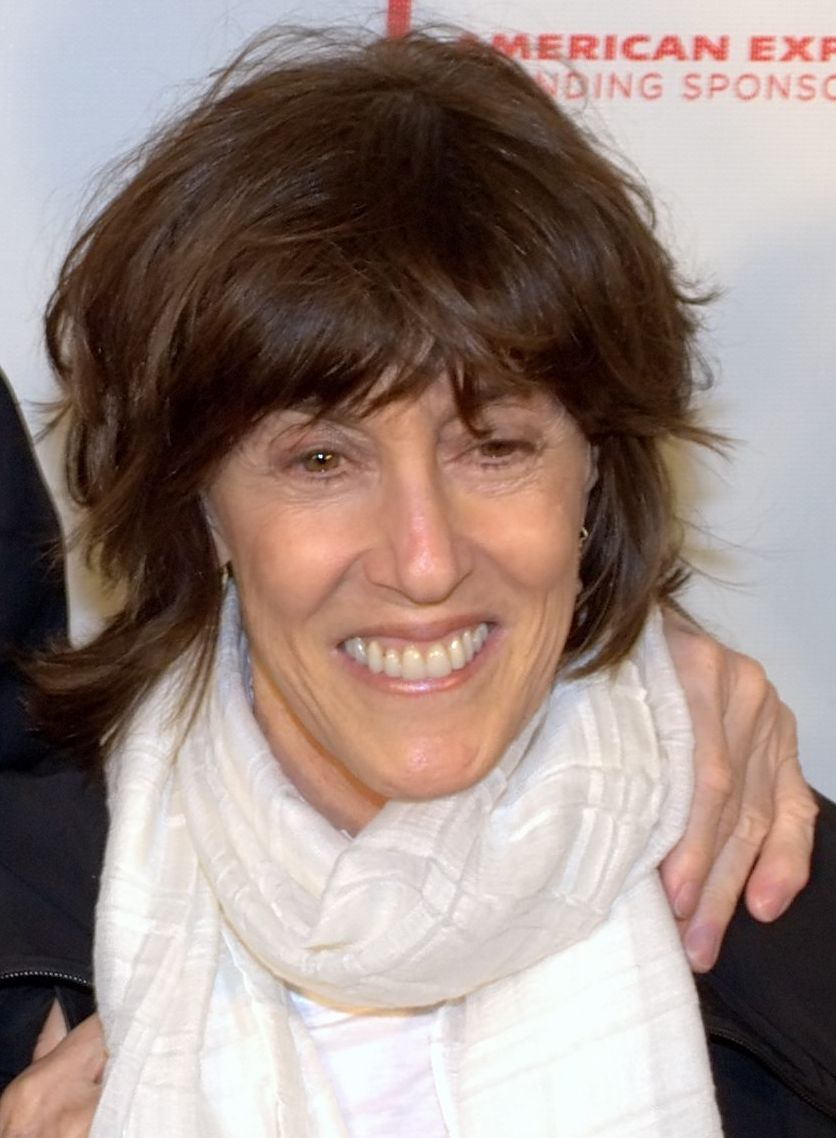
Lucky Guy was Nora Ephron's final play.

## خلاصه
پرده اول
مایک مک آلاری، از سال ۱۹۸۵ تا ۱۹۹۳، هنگامی که به موفقیت شغلی دست یافت، از یک اتاق خبر به اتاق دیگر شهر نیویورک می‌رود و داستانهایی مانند پرونده آلوده Tylenol و رسوایی ۷–۷ پسران بادی را پوشش می‌دهد. با صعود از گزارشگر خرد به گزارشگر جرایم ستاره‌ای به ستون‌نویس ستارگان، حقوق وی افزایش می‌یابد. در سال ۱۹۹۳، مک آلاری دچار یک تصادف اتومبیل تقریباً مهلک شد که او را از نظر جسمی دچار نقص کرد.
پرده دوم
مک آلاری از این حادثه بهبود می‌یابد و دو داستان مشخص از زندگی حرفه‌ای خود می‌نویسد: پرونده تجاوز جنسی به جین دو، که در طی آن پس از زیر سؤال بردن بی‌گناهی قربانیان در ستون خود، از او به دلیل افترا شکایت می‌شود و داستان ابنر لوئیما، که برای آن برنده پولیتزر می‌شود. هشت ماه پس از انتشار داستان لوئیما، در روز کریسمس سال ۱۹۹۸، او در ۴۱ سالگی تسلیم سرطان می‌شود.